# Port Lavaca (Teksas)
Port Lavaca je grad u američkoj saveznoj državi Teksas. Prema popisu stanovništva iz 2010. u njemu je živjelo 12.248 stanovnika.